# Lunan Water
Lunan Water är en flodmynning i Storbritannien.   Den ligger i kommunen Angus och riksdelen Skottland, i den norra delen av landet, 600 km norr om huvudstaden London.
Terrängen runt Lunan Water är platt. Havet är nära Lunan Water österut.  Närmaste större samhälle är Montrose, 6,5 km nordost om Lunan Water. 